# 無名塾出身の俳優一覧
無名塾出身の俳優一覧（むめいじゅくしゅっしんのはいゆういちらん）は、仲代達矢主宰の俳優養成所・無名塾出身の俳優を、各方面で活躍している1期生から31期生まで集めた一覧である。無名塾出身者は、現在、俳優・演出家として活躍中。
○印は、2023年7月現在、在籍中。
引退した俳優について
山辺有紀・出口結美子は結婚を機に引退。なお、引退した者については下記には掲載していない。

## 年代別
公募前
- 小川真司
- 森川隆一
- 入鹿尊（中山廣通）
- 神崎愛
- 河津左衛子

1期生（1977年入塾）
- 隆大介
- 大西多摩恵

2期生（1978年入塾）
- 役所広司

3期生（1979年入塾）
- 森一
- 本城ゆき
- 向田弓子
- ○ 岡本舞

4期生（1980年入塾）
- 益岡徹
- 大橋吾郎
- 中村明美
- 星野遊

5期生（1981年入塾）
- 友居達彦
- 野崎海太郎
- 原陽子

6期生（1982年入塾）
- 吉村敏
- 鷲生功
- ○ 小宮久美子
- 岡本真実

7期生（1983年入塾）
- 吉岡圭二
- 高安青寿
- 入江麻友子（入江繭子）
- 山下智子
- 中原香織

8期生（1984年入塾）
- 内田勝康
- 高川裕也
- 杉山彩子
- 高橋陽子

9期生（1985年入塾）
- 赤川蓮
- 田中実
- 堀英美
- 藤奈津子
- ○ 西山知佐
- ○ 菅原あき（菅原亜希代）
- 若村麻由美
- 川部さおり

10期生（1986年入塾）
- 長森雅人

11期生（1987年入塾）
- 松﨑謙二
- 渡辺梓
- 鈴木弥生

12期生（1988年入塾）
- 永野典勝
- 藤本喜久子

13期生（1989年入塾）
- ○ 赤羽秀之
- 赤間麻里子

14期生（1990年入塾）
- 中原果南

15期生（1991年入塾）
- ○ 中山研
- ○ 山本雅子
- 海部剛史
- 大江祥彦（演出家）
- 鈴木薫
- 北村明子
- 秋野悠美

17期生（1993年入塾）
- 鈴木豊
- 石栗昌彦（演出家）

18期生（1994年入塾）
- ○ 平井真軌
- ○ 本郷弦
- 森岡弘一郎

19期生（1995年入塾）
- ○ 鎌倉太郎
- ○ 神林茂典
- ○ 進藤健太郎

20期生（1996年入塾）
- 岩田知幸
- ○ 川村進
- 笠原紳司

21期生（1997年入塾）
- ○ 江間直子

22期生（1998年入塾）
- 真木よう子
- 滝藤賢一
- 内浦純一

23期生（1999年入塾）
- 嶋田奏子
- ○ 樋口泰子

24期生（2000年入塾）
- 長尾奈奈
- 宮崎敏行

25期生（2001年入塾）
- 村上新悟
- 須賀力
- ○ 円地晶子
- ○ 篠山美咲
- 桂木悠希

26期生（2003年入塾）
- 佐賀龍彦
- 寿大聡
- 奥村飛鳥
- 幸田尚子

27期生（2009年入塾）
- 井手麻渡
- 稲田絵梨
- 小林峻
- ○ 松浦唯
- ○ 南千尋
- ○ 渡邉翔

28期生（2011年入塾）
- 別所晋
- 吉田道広
- 小山あずさ
- 鷹野梨恵子

29期生
- 飯野愛希子
- 松本秋人
- 山本学
- 坂上潤樹

30期生（2015年入塾）
- 大塚航二朗
- ○十代修介
- ○高橋星音
- 高橋真悠
- 田中佑果

31期生（2017年入塾）
- ○上水流大陸
- ○島田仁
- ○中山正太郎
- ○朝日望

入塾年不明
- 小川敦史
- 右門青寿
- 森みつえ